# 한국폐기물학회
한국폐기물자원순환학회는 사회일반의 이익에 공여하기 위하여 공익법인의 설립, 운영에 관한 법률의 규정에 따라 폐기물에 관한 학문과 그 응용분야에 관한 연구발표 및 개발, 정보교환, 회원 상호 및 국내외 관련 단체와의 협력 등으로 학문 및 사회발전에 기여함을 목적으로 1986년 4월 10일 설립허가된 대한민국 미래창조과학부 소관의 사단법인이다. 사무실은 서울특별시 은평구 수색로 217, 303호 (수색동, 수색자이2단지상가)에 있다.